# Bourg de Poschiavo

Le bourg de Poschiavo est le centre historique de Poschiavo dans le canton des Grisons en Suisse.
L'ensemble du bourg, centre historique, est reconnu comme bien culturel suisse d'importance nationale comprenant, en catégorie A, le bourg et les quartiers « spagnoli », l'église « collegiata c. di S. Vittore », l'église de « Santa Maria Assunta », le vieux couvent, la maison communale avec sa tour, la maison Mengotti (musée) et, à San Carlo, l'église « San Carlo Borromeo » avec l'ancienne maison paroissiale.

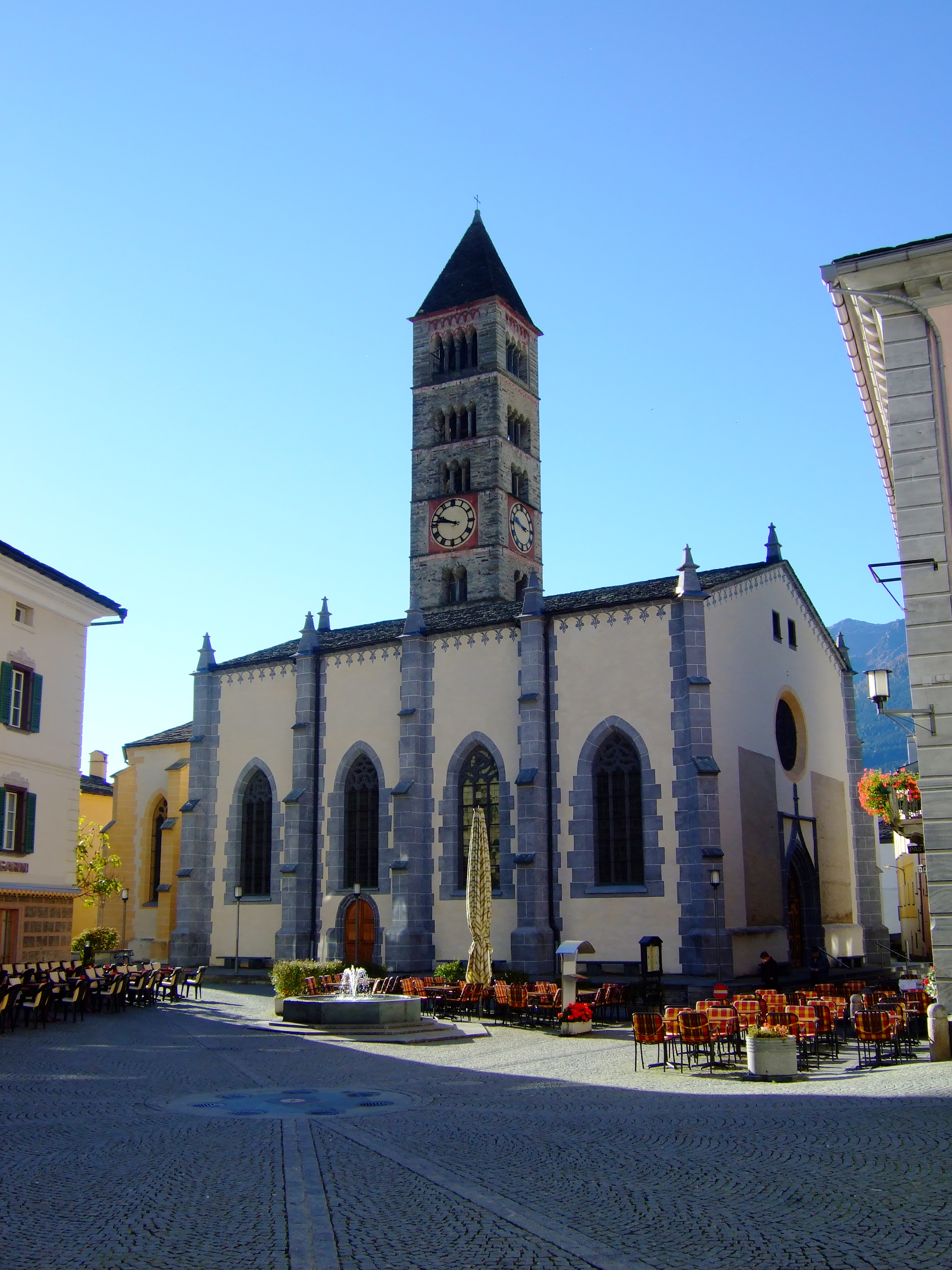
Église de San Vittore Mauro.

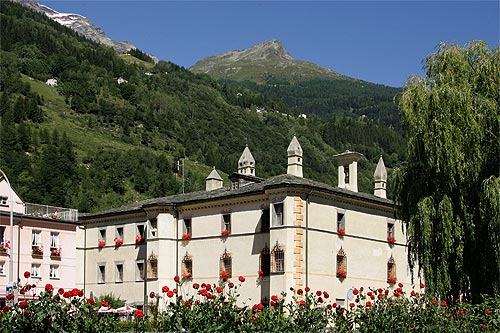
Palazzo de Bassus - Mengotti (Musée).

## Source
- Inventaire suisse des biens culturels d'importance nationale et régionale, édition de 1995.
- Village de Poschiavo sur Myswitzerland.com, consulté le 17 juillet 2008.